# Martyna Synoradzka
Martyna Synoradzka, née le 30 janvier 1988 à Poznań, est une escrimeuse polonaise, pratiquant le fleuret.

## Palmarès

### Jeux olympiques d'été
- 2012 à Londres, (Royaume-Uni)
  - 23e en fleuret individuel et 5e par équipes

### Championnats du monde
- 2014 à Kazan,  Russie
  - 37e en fleuret individuel et 8e par équipes
- 2013 à Budapest,  Hongrie
  - 30e en fleuret individuel et 5e par équipes
- 2011 à Catane,  Italie
  - 37e en fleuret individuel et 8e par équipes

### Championnats d'Europe
- 2018 à Novi Sad (Serbie)
  -  Médaille de bronze en fleuret individuel
- 2014 à Strasbourg,  France
  - 18e en fleuret individuel et 4e par équipes
- 2013 à Zagreb,  Croatie
  - 12e en fleuret individuel et 5e par équipes
- 2012 à Legnano,  Italie
  - 10e en fleuret individuel et 4e par équipes
- 2011 à Sheffield,  Royaume-Uni
  - 17e en fleuret individuel et 6e par équipes
- 2010 à Leipzig,  Allemagne
  - 32e en fleuret individuel et 4e par équipes
- 2009 à Plovdiv,  Bulgarie
  - 28e en fleuret individuel et 4e par équipes

### Championnats de Pologne
- 3  Championne de Pologne (2013, 2014 et 2017) en individuel
- 2  Vice-championne de Pologne (2011) en individuel et par équipe
- 4  Médaille de bronze (2008, 2012 et 2013) par équipe et (2010) en individuel